# Epischura massachusettsensis
Epischura massachusettsensis is een eenoogkreeftjessoort uit de familie van de Temoridae. De wetenschappelijke naam van de soort is voor het eerst geldig gepubliceerd in 1906 door Pearse.